# Veias vorticosas
As veias vorticosas são veias do olho.